# Wettfahrtregeln (Segeln)
Die Wettfahrtregeln beim Segeln (englisch Racing Rules of Sailing) regeln das Verhalten während Segel-, Kite-, Windsurf- und Modellbootregatten. Sie werden alle vier Jahre (nach den Olympischen Spielen) von World Sailing aktualisiert. Die aktuelle Ausgabe (2021–2024) trat am 1. Januar 2021 in Kraft.
Es existieren 92 Regeln, die in 7 Teile gegliedert sind. Davon ist der Teil 5 weiter in die Abschnitte A bis D unterteilt:
1. Grundregeln
2. Begegnung von Booten
3. Durchführung einer Wettfahrt
4. Weitere Erfordernisse in einer Wettfahrt
5. Proteste, Wiedergutmachung, Anhörungen, Fehlverhalten und Berufungen (Abschnitte A bis D)
6. Meldung und Qualifikation
7. Veranstaltung von Wettfahrten

Darüber hinaus gibt es die Anhänge A bis T (ohne I, K, L, O und Q).